# Rüştü Reçber
Rüştü Reçber (phát âm [ˈɾyʃty ˈɾetʃbeɾ]; sinh ngày 10 tháng 5 năm 1973) là một cựu cầu thủ bóng đá và giám đốc thể thao người Thổ Nhĩ Kỳ. Trong sự nghiệp, anh chơi ở vị trí thủ môn cho các câu lạc bộ Antalyaspor, Fenerbahçe, Barcelona và Beşiktaş.
Rüştü đóng vai trò quan trọng trong thành công của Đội tuyển bóng đá quốc gia Thổ Nhĩ Kỳ, đặc biệt là tại Giải vô địch bóng đá thế giới 2002, giải đấu mà Thổ Nhĩ Kỳ về thứ ba, còn riêng cá nhân anh được ghi danh vào đội hình tiêu biểu của giải. Anh hiện là người giữ kỷ lục ra sân của Thổ Nhĩ Kỳ với 120 trận đấu quốc tế. Anh có trận ra mắt cho Thổ Nhĩ Kỳ vào năm 1994 trong trận gặp Iceland và có trận đấu cuối vào năm 2012 gặp Phần Lan.

## Danh hiệu
- 1996: Vô địch giải bóng đá Thổ Nhĩ Kỳ với Fenerbahçe
- 1998: Cup Winners với Fenerbahçe
- 2000: Hạng 4 Euro 2000 với Thổ Nhĩ Kỳ
- 2001: Turkish Vô địch giải bóng đá Thổ Nhĩ Kỳ với Fenerbahçe
- 2002: Hạng 3 World Cup với Thổ Nhĩ Kỳ
- 2003: Hạng 3 Cup Confederations với Thổ Nhĩ Kỳ
- 2005: Vô địch giải bóng đá Thổ Nhĩ Kỳ với Fenerbahçe
- 2007: Vô địch giải bóng đá Thổ Nhĩ Kỳ với Fenerbahçe
- 2008: Hạng 3 EURO 2008 với Thổ Nhĩ Kỳ